# András Katona
András Katona (* 20. Februar 1938 in Budapest) ist ein ehemaliger ungarischer Wasserballspieler. Er war Olympiadritter 1960 sowie Europameister 1958 und 1962.

## Sportliche Karriere
Der 1,86 Meter große András Katona spielte bei Budapesti VSC und war 1966 ungarischer Meister.
Als Student nahm Katona viermal mit der ungarischen Mannschaft an der Universiade teil. Nachdem er 1959 den zweiten und 1961 den dritten Platz belegt hatte, siegte er mit dem ungarischen Team 1963 und 1965. 1959 gewann er außerdem eine Silbermedaille mit der 4-mal-200-Meter-Freistilstaffel, 1961 erschwamm er Bronze mit der 4-mal-100-Meter-Freistilstaffel.
Mit der Nationalmannschaft gewann er bei der Europameisterschaft 1958 in Budapest den Titel vor den Jugoslawen, der Mannschaft aus der Sowjetunion und den Italienern. 1960 bei den Olympischen Spielen in Rom gewannen die Italiener vor der sowjetischen Mannschaft, dahinter erhielten die Ungarn die Bronzemedaille vor den Jugoslawen. Katona wurde nur im Vorrundenspiel gegen Frankreich eingesetzt. 1962 siegten die Ungarn bei der Europameisterschaft in Leipzig vor den Jugoslawen und der sowjetischen Mannschaft.